# NGC 7273
NGC 7273 este o galaxie situată în constelația Șopârla. A fost descoperită în 20 septembrie 1876 de către Édouard Stephan⁠(d). Se află la o distanță de 70,25 de megaparseci de Pământ.